# Młyn (Słabkowice)
Młyn – część wsi Słabkowice w Polsce, położona w województwie świętokrzyskim, w powiecie buskim, w gminie Busko-Zdrój.
W latach 1975–1998 Młyn administracyjnie należał do województwa kieleckiego.